# Institut Leonard de Vinci
Pour les articles homonymes, voir ILV.
 (août 2022).
L'article doit être relu — et modifié si nécessaire — par des contributeurs indépendants pour apporter un regard critique aux contributions effectuées en violation des conditions d'utilisation de Wikipédia, tant sur la forme (notamment concernant le style encyclopédique, la proportionnalité) que sur le fond (la neutralité de point de vue, la qualité et l'indépendance des sources).
DeVinci Executive Education, anciennement Institut Léonard de Vinci (ILV), est un établissement privé d'enseignement supérieur, créé en 2002 et situé dans le quartier d'affaires de la Défense en Île-de-France,.
De Vinci Executive Education représente l’activité de formation continue du Pôle Léonard de Vinci et a pour vocation initiale de développer des MBA spécialisés et des formations exécutives à destination de cadres en reconversion, de professionnels souhaitant faire évoluer leur carrière, ainsi que d’étudiants déjà détenteurs d’un titre de l’enseignement supérieur, qui souhaitent se spécialiser.
De Vinci Executive Education propose une offre de formation continue et des 3èmes cycles, avec notamment, depuis 2006, des MBA destinés à des professionnels en activité ou à des étudiants à la recherche d’une spécialisation dans les secteurs du management, de la santé, de la transition et du digital,.
L'établissement s'est installé en janvier 2022 dans un nouveau campus, le Campus de l'Arche,  construit dans le cadre du projet Croissant à Nanterre.

## Formations
De Vinci Executive Education est constitué de quatre pôles : management de la performance, santé, transition et digital. Un certain nombre de formations sont certifiées par la Commission nationale de la certification professionnelle et enregistrées au RNCP. En 2017 De Vinci Executive Education a obtenu, pour l’ensemble de ses formations, le certificat de respect du décret « Qualité »  n°2015-790 du 30 juin 2015.
En 2018, De Vinci Executive Education comptait dix formations. En 2022, le portail sur l'orientation en Île-de-France recense quatorze formations.
|                                | Pôle management | Pôle santé | Pôle Transition                                                                                 | Pôle digital                                                                                               |
| MBA                            | - Manager des Achats (en 1 ou 2 ans) - Audit et Contrôle de gestion - Management de la RSE et performance des organisations - Management de la Supply Chain - Management et communication de crise | - Marketing et Communication Santé - Direction des Structures de Santé et de Solidarité                                                           | - Management des Transitions Urbaines - Management de la Transition Energétique des territoires | - Marketing Digital (#MBAMCI) - Management de la Cybersécurité - Management de l'Intelligence Artificielle |
| Formations diplômantes courtes | | - Attaché de Recherche Clinique - Chef de projet recherche clinique - Délégué Pharmaceutique - Medical Science Liaison - Formation Arc à distance |                                                                                                 | |

## Certifications RNCP
Neuf formations sont certifiées par la Commission nationale de la certification professionnelle et enregistrées au RNCP[source insuffisante] (Répertoire National des Certifications Professionnelles).